# Atyphopsis
Atyphopsis este un gen de insecte lepidoptere din familia Arctiidae.

Cladograma conform Catalogue of Life:
| Atyphopsis | \| \| Atyphopsis modesta \| \| \| \| \| \| Atyphopsis roseiceps \| \| \| \| |
|            | \| \| Atyphopsis modesta \| \| \| \| \| \| Atyphopsis roseiceps \| \| \| \| |
|            | Atyphopsis modesta                                                          |
|            |                                                                             |
|            | Atyphopsis roseiceps                                                        |
|            |                                                                             |